# Salon de la Guerre

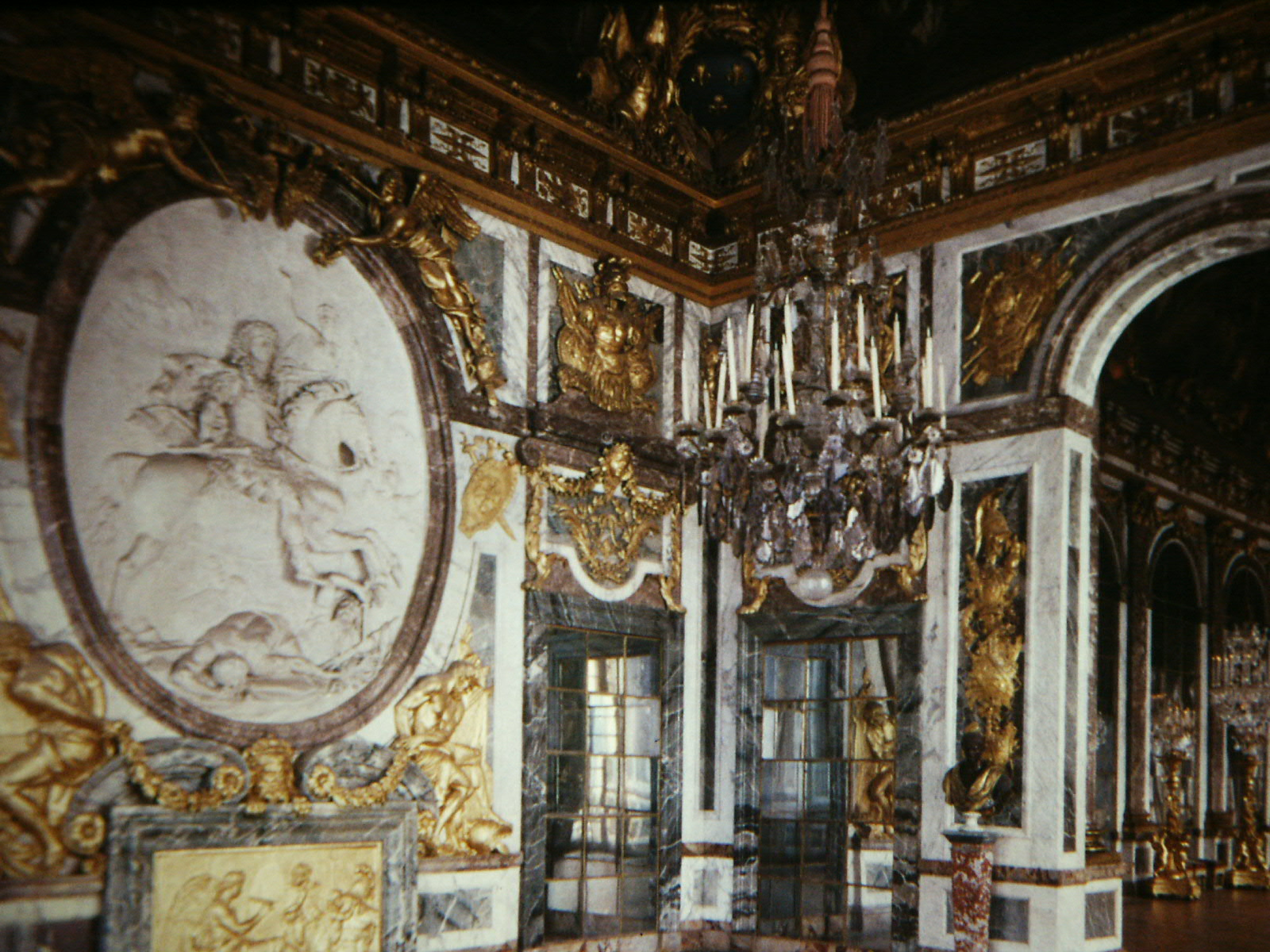
Salon de la Guerre

Le salon de la Guerre est un salon situé au nord de la Galerie des Glaces dans le château de Versailles. Il donne à l'est sur le salon d'Apollon du Grand Appartement du Roi.
Ce salon fut construit en 1678, à l'emplacement des Grand et Petit Cabinets de Louis XIV (dits aussi salons de Jupiter et de Saturne) lors de la construction de la Galerie des Glaces. Il mesure 10,26 mètres de côté et 11,5 mètres de haut au sommet de la calotte centrale. De mêmes dimensions, il est néanmoins plus richement décoré que son pendant, le Salon de la Paix. 
La frise du salon de la Guerre est ornée, entre autres motifs, de la pelta, décorée de deux têtes de coqs et d'une fleur de lys, bouclier antique dont le dessin a été remployé par Jules-Clément Chaplain pour l'emblème officieux de la République française.

## Décoration
Le décor fut réalisé de 1684 à 1687, après l'achèvement de celui de la galerie voisine.
Le plafond comporte cinq peintures allégoriques de Charles Le Brun :

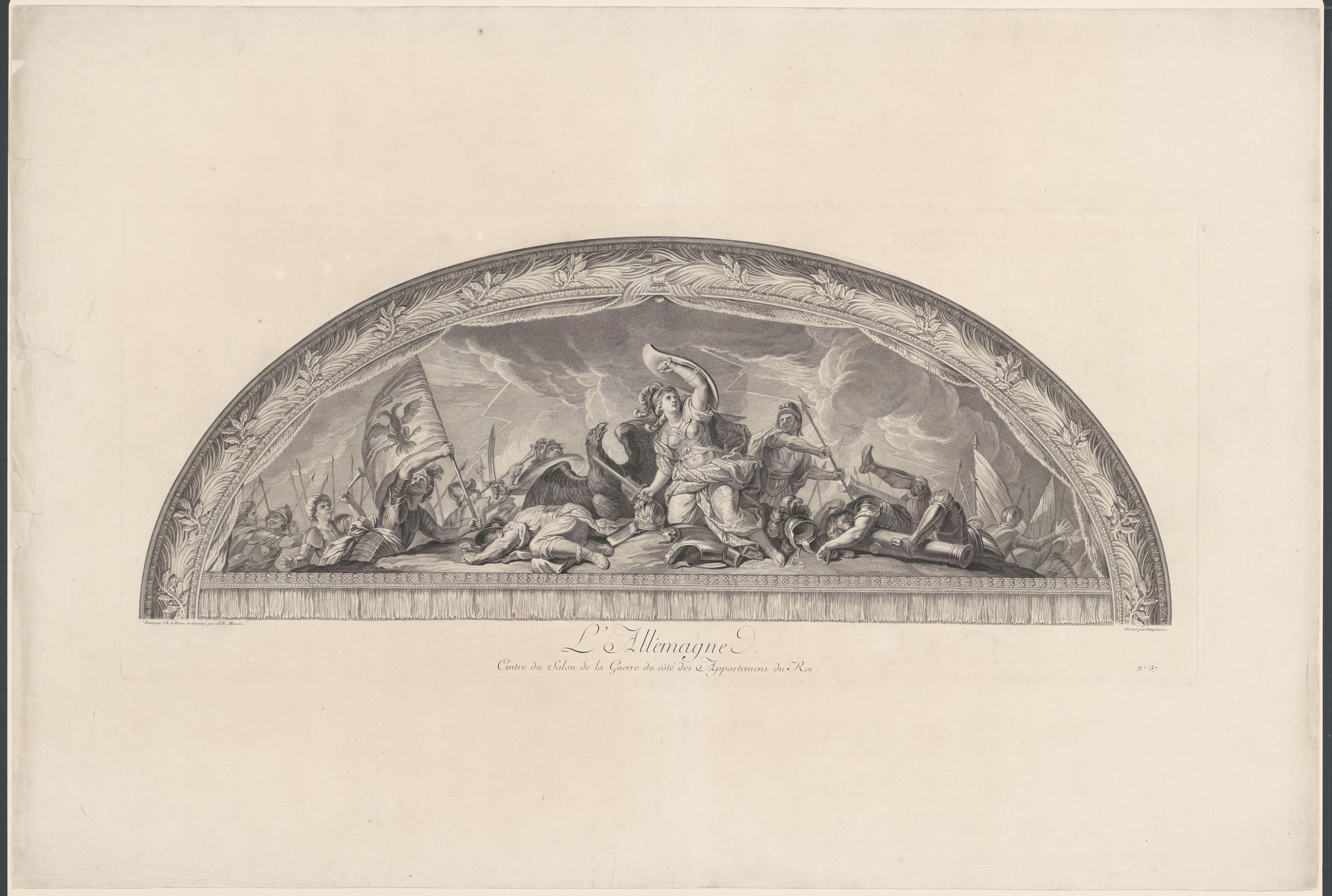
L'Allemagne regardant la Victoire avec épouvante (voussure est)
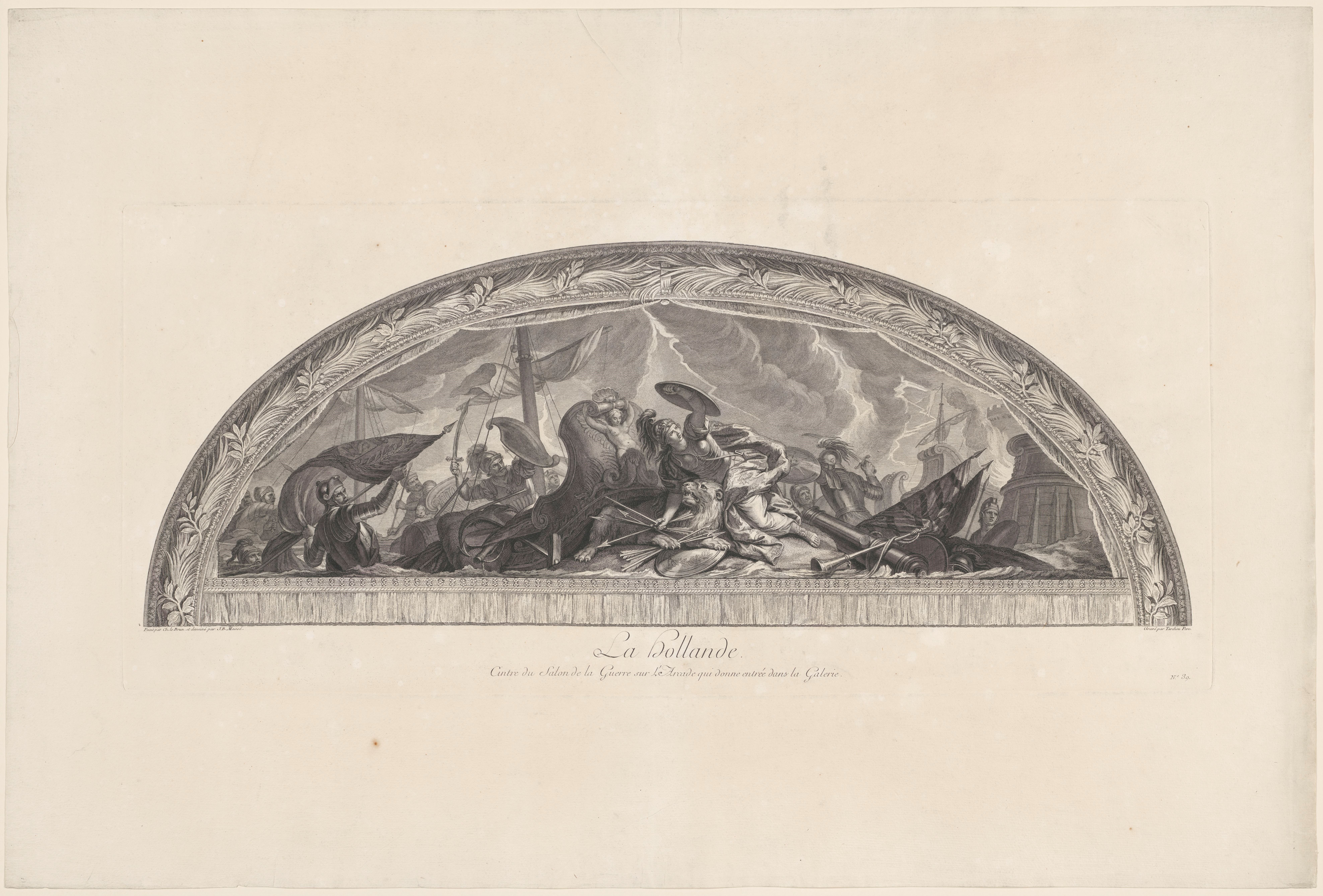
La Hollande renversée sur son lion (voussure sud)
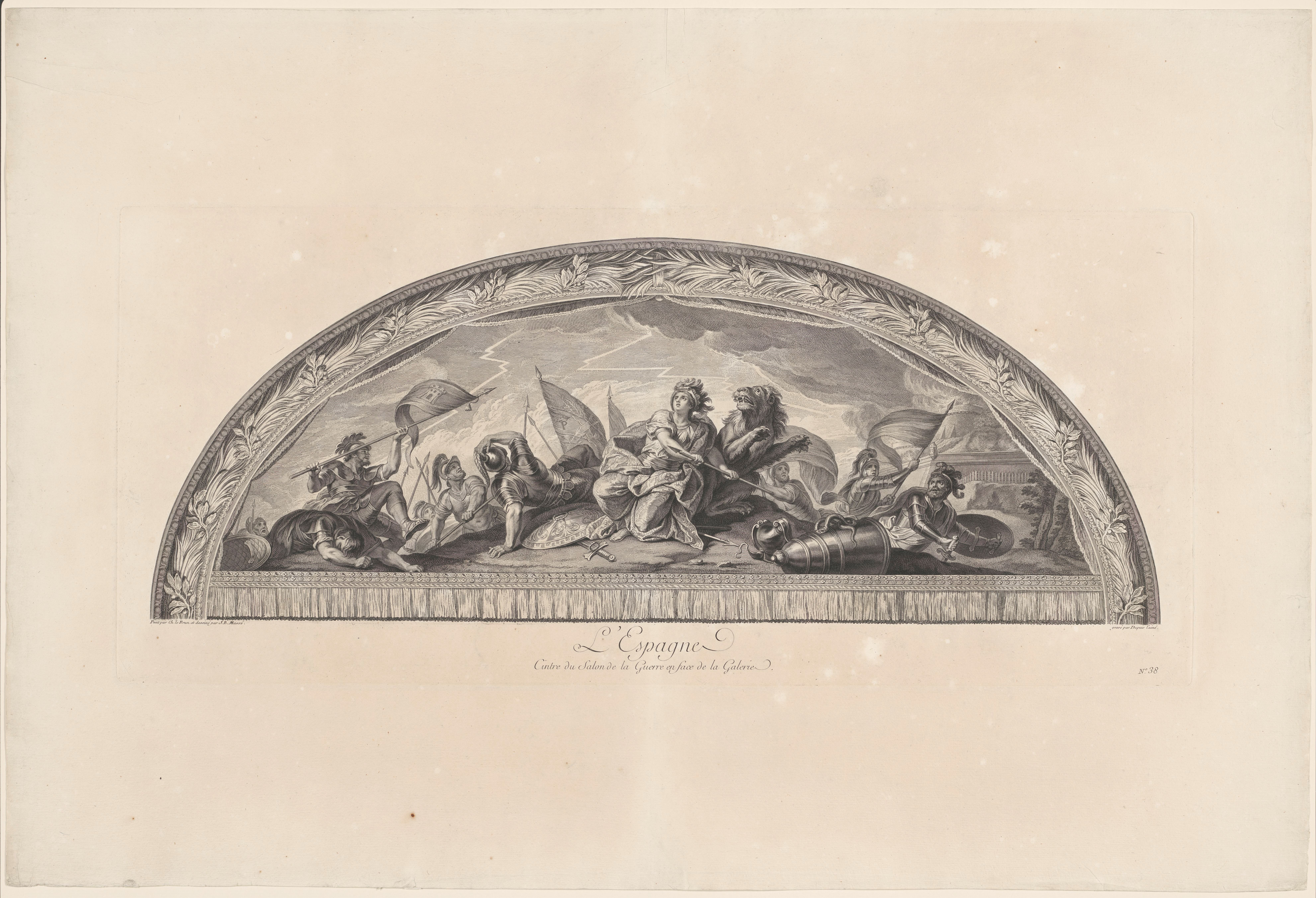
L'Espagne menaçant la France (voussure nord)
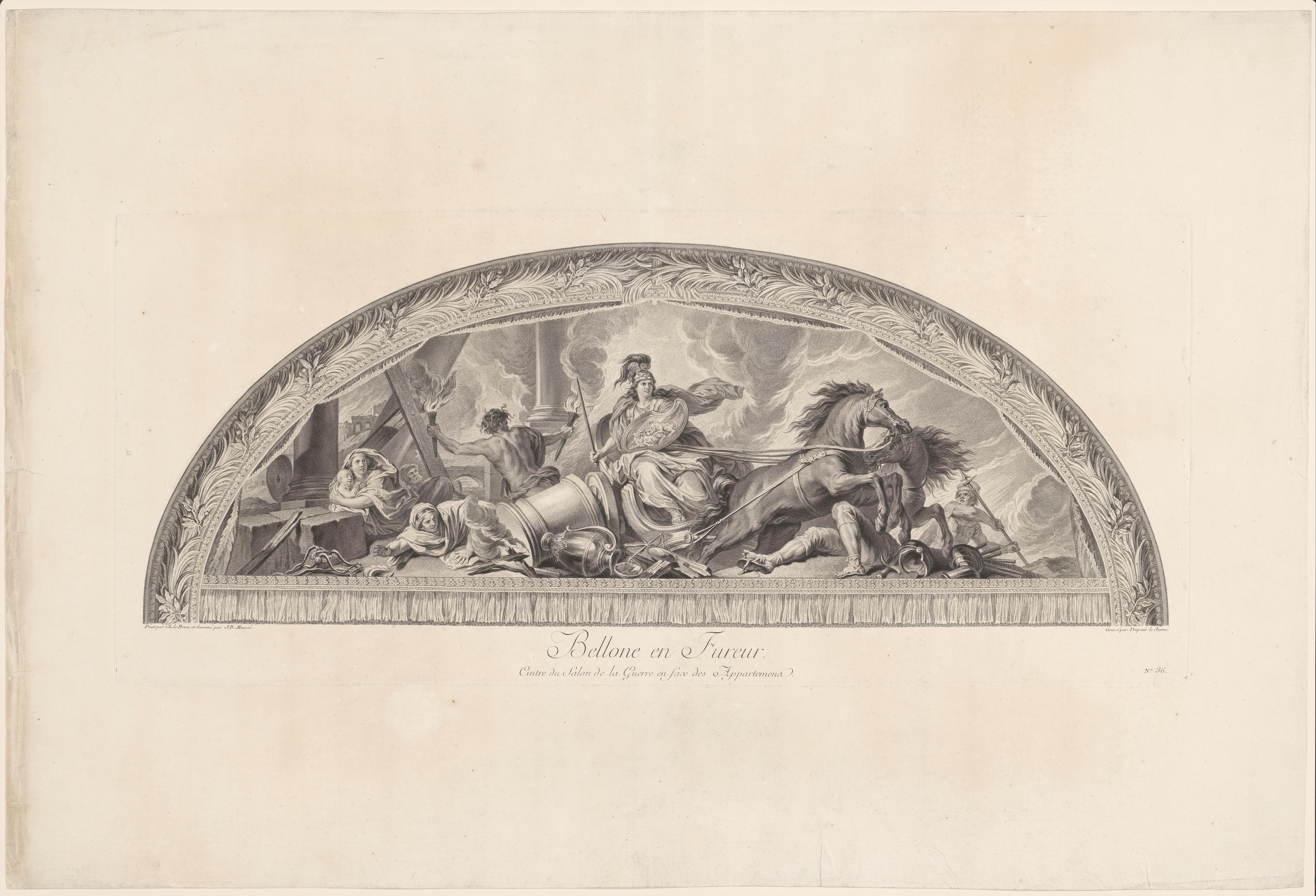
Bellone en fureur (voussure ouest)

Ainsi que Allégorie des victoires de la France (au centre).